# Everardo Gout
Everardo Valerio Gout (* 20. Jahrhundert) ist ein mexikanischer Filmregisseur und Drehbuchautor.

## Leben
Er ist der Bruder des Regisseurs und Produzenten Leopoldo Gout.
Nach einer Reihe von Kurzfilmen in den 1990er und 2000er Jahren drehte Gout mit dem Thriller Days of Grace – Días de gracia (2011) seinen ersten Spielfilm, wo er auch am Drehbuch beteiligt war. Für diesen Film wurde er mit dem Premio Ariel für das beste Erstlingswerk ausgezeichnet sowie mit weiteren Preisen ausgezeichnet oder nominiert. Ab 2016 war er Regisseur der Fernseh-Fiction-Serie Mars. 2021 war er Regisseur von The Forever Purge, dem fünften Teil der „Purge“-Filmreihe.

## Filmografie (Auswahl)
- 1997: El banquete (Kurzfilm)
- 2011: Días de gracia
- 2016: Banshee – Small Town. Big Secrets. (Fernsehserie, 2 Folgen)
- 2016, 2018: Mars (Fernsehserie, 9 Folgen)
- 2018: Marvel’s Luke Cage (Fernsehserie, eine Folge)
- 2020: Snowpiercer (Fernsehserie, eine Folge)
- 2021: The Forever Purge